# Saint-André-en-Morvan
Saint-André-en-Morvan är en kommun i departementet Nièvre i regionen Bourgogne-Franche-Comté i de centrala delarna av Frankrike. Kommunen ligger i kantonen Lormes som tillhör arrondissementet Clamecy. År 2022 hade Saint-André-en-Morvan 310 invånare.

## Befolkningsutveckling
Antalet invånare i kommunen Saint-André-en-Morvan
| Referens: INSEE |